# Klenovec Humski
Klenovec Humski is een plaats in de gemeente Hum na Sutli in de Kroatische provincie Krapina-Zagorje. De plaats telt 423 inwoners (2001).